# Gaston Compère
Gaston Compère (* 27. November 1924 in Ciney; † 14. Juli 2008 in Uccle/Ukkel) war ein belgischer Dichter und Schriftsteller französischer Sprache.

## Leben und Werk
Gaston Compère studierte Literatur- und Musikwissenschaft an der Universität Lüttich und wurde Gymnasiallehrer. Er schrieb Gedichte, Erzählungen, Romane, Theaterstücke sowie Literatur- und Musikkritik. Seine oft schwierigen und aggressiven Texte, die zwischen Transzendenz und Vulgarität extrem schwanken, trafen auf Ablehnung wie auf Begeisterung. Er erhielt mehrere Preise, darunter 1988 den Grand Prix der Fédération internationale des écrivains de langue française (FIDELF).
Zusammen mit Frédéric Kiesel (1923–2007) übersetzte er Rainer Maria Rilkes Stunden-Buch ins Französische.

## Werke (Auswahl)

### Romane und Erzählungen
- La femme de Putiphar et autres contes fantastiques. 1975.
- Histoire et littérature. Oeuvres en prose. 2 Bde. Le Cri, Brüssel 2000. (Vorwort von Christian Angelet)
  - Je soussigné, Charles le Téméraire, duc de Bourgogne (1985)
  - Robinson 86 (1986)
  - Anne de Chantraine ou la naissance d’une ombre (1988)
  - Bloemardinne ou, Du séraphique amour (1991)
  - Lettres rouges, lettres noires. Un Défi autour de Stendhal (1992)
  - In Dracula memoriam. Chronique vampirique vénitienne, parisienne et condruzienne (1998)
- Je soussigné Louis XI, roi de France. Labor, Brüssel 2005.
- Caroline et monsieur Ingres. Le Cri, Brüssel 2006.
- (postum) Au plus blanc de la nuit. Maelström, Brüssel 2012.

### Dichtung
- (Übersetzer mit Frédéric Kiesel) Rainer Maria Rilke: Le livre d’heures. Le Cri, Brüssel 1989, 1993, 2005.
- Lux Mea. Anthologie poétique arbitraire 1952–2004. Maelström, Brüssel 2004.

### Weitere Werke
- Le Théâtre de Maurice Maeterlinck. Palais des Académies, Brüssel 1955.
- Jean-Sébastien Bach. Duculot, Paris 1980.
- Maurice Maeterlinck. La Manufacture, Paris 1990.
- Au pays de La Fontaine. La Champagne. Un homme, une œuvre, un lieu. Casterman, Paris 1994.
- Une enfance en Condroz. Renaissance du Livre, Tournai 2000. (autobiographisch)
- La musique énigmatique. Tournai 2003.